# 進め! キノピオ隊長
『進め! キノピオ隊長』（すすめ! キノピオたいちょう、英: Captain Toad: Treasure Tracker）は、任天堂より2014年11月13日に発売されたWii U用ゲームソフト。アメリカでは同年12月5日、ヨーロッパでは2015年1月2日に発売された。また、2018年7月13日にはNintendo Switch版・ニンテンドー3DS版も発売された。

## 概要
箱庭のようなステージをキノピオ隊長が冒険する箱庭アドベンチャーゲーム。『スーパーマリオ 3Dワールド』に登場したキノピオ隊長を操作する単独ステージを新しく制作したスピンオフである。
ステージは70種類以上あり、Wii U GamePadを使って様々な角度からステージをのぞき、各ステージに散らばったパワースターを集めながらエンディングを目指す。
2015年3月12日に配信された更新データでamiiboに対応。Wii U GamePadにキノピオのamiiboをタッチすることでドットキノピオがステージに隠れる「かくれんぼ」が遊べるようになる。
『スーパーマリオ 3Dワールド』のセーブデータがあれば『3Dワールド』のコースをキノピオ隊長用にリメイクされたコースが出来る。
Nintendo Switch、ニンテンドー3DS版では代わりに『スーパーマリオ オデッセイ』のコースが収録されており、ゲームをある程度進めることでプレイできる（ウェディングスタイルのマリオ、ピーチ、クッパのamiiboを読み込めばすぐにプレイ可能）。Nintendo Switch版は2019年2月14日に配信された更新データより全てのコースで2人同時プレイが可能になった。さらに有料の追加コンテンツで新作コースや新たな条件でクリアするコースが登場。

## ストーリー
ある日、キノピオ隊長とキノピコは光輝くスター「パワースター」を見つけ、手に入れる。すると、突然空から一枚の大きな羽が落ちてきた。それはお宝好きの大怪鳥ウィンゴの羽だった。ウィンゴはパワースターをつかむと奪い返そうとしたキノピコごとさらっていってしまう。残されたキノピオ隊長はキノピコを取り戻すため冒険に出る。

## キャラクター
キノピオ隊長
本作の主人公であるキノピオ。『スーパーマリオギャラクシー』、『スーパーマリオギャラクシー2』、『スーパーマリオ 3Dワールド』にも登場。重たいリュックを背負っているため、動きはゆっくりでジャンプもできないが、カブやライトなどの道具を駆使して冒険する。ウィンゴにさらわれたキノピコを助けるため旅立つ。2人プレイ時、2Pは頭が紫地に白色の斑点のキノピオを操作することができる。
キノピコ
本作のヒロイン。キノピオ隊長との探検中、ウィンゴにさらわれてしまう。クリアすると操作キャラクターとして使用できる。
キノピオ探検隊
アイテムをくれるメガネの青キノピオ、常に地図を熟読している緑キノピオ、所構わずひたすら寝ている黄キノピオの3人で構成される。エピソードを進めると、3人を引き連れて冒険する探検隊モードをプレイできる。『スーパーマリオギャラクシー2』まで登場していた紫キノピオは、キノピコと色の見分けが付きにくいことから登場していない。
ウィンゴ
お宝を収集する大きな鳥。キノピオ隊長たちが見つけたパワースターを横取りしキノピコごとさらう。
ドラゴドン
火吹き山のステージに住む巨大なドラゴン。一定間隔で口から吐く炎で、キノピオ隊長の行く手を阻む。後に『ペーパーマリオ カラースプラッシュ』で再登場する。
マネミー
マネミーラビリンスに登場する。プレイヤーと同じ道を辿る。『スーパーマリオギャラクシー2』および『スーパーマリオ 3Dランド』のマネックに相当。